# Stuttgart Flughafen Fernbahnhof
Stuttgart Flughafen Fernbahnhof ist ein im Rahmen des Projekts Stuttgart 21 im Bau befindlicher Bahnhof neben dem bestehenden Bahnhof Stuttgart Flughafen/Messe auf dem Gelände des Flughafens Stuttgart und der Messe Stuttgart in Leinfelden-Echterdingen. Der Bahnhof bindet über den Flughafentunnel an die Schnellfahrstrecke Stuttgart–Wendlingen(–Ulm) (und später über den noch zu bauenden Pfaffensteigtunnel an die Gäubahn) an und wird dem Fern- und Nahverkehr als Flughafenbahnhof dienen. Der Flughafenbahnhof soll ab Juni 2026 befahrbar sein und im Dezember 2026 kommerziell in Betrieb genommen werden.

## Geschichte

### Hintergrund
In der im August 1988 von Gerhard Heimerl vorgeschlagenen Neubaustrecke von Stuttgart nach Ulm war keine Anbindung des Flughafens enthalten. In der daraus 1991 abgeleiteten Variante H war eine derartige Anbindung optional vorgesehen. Die Mehrkosten der geänderten Trasse, mit einem Bahnhof unmittelbar an der Neubaustrecke, wurden auf 230 Millionen DM geschätzt. Für einen nicht direkt an der Neubaustrecke gelegenen, sondern im sogenannten Nebenschluss angebundenen Bahnhof wurde von Mehrkosten von 380 Millionen DM ausgegangen. Die Fahrzeit hätte sich bei dieser Variante um vier bis sechs Minuten verlängert. Im Zuge der Entwicklung und Untersuchung der großräumigen Varianten im Korridor Stuttgart–Ulm wurde 1992 aus der großräumigen Alternative H‘ eine Alternative H Minus entwickelt, indem sie um eine Flughafenanbindung im Nebenschluss ergänzt wurde.
Im September 1993 kündigte die Deutsche Bundesbahn die Einleitung des Raumordnungsverfahrens für die Neubaustrecke Stuttgart–Ulm an. Die Strecke sollte entlang der A 8 geführt bei Esslingen-Mettingen an das Bestandsnetz und in Stuttgart an den bestehenden Hauptbahnhof angebunden werden. Die Mehrkosten des (damit verworfenen) flughafennahen Tunnels wurden mit rund 900 Millionen DM beziffert.

### Variantendiskussion
Die Anfang 1995 vorgelegte Machbarkeitsstudie für das Projekt Stuttgart 21 untersuchte einen neuen Fernbahnhof am Flughafen. Dieser dreigleisige Bahnhof sollte hundert Meter nördlich des Terminals 1 und des Bahnhofs Stuttgart Flughafen/Messe, etwa auf Höhe der Flughafenrandstraße, liegen. Nach Westen sollte der Bahnhof Richtung Echterdingen/Horb/Zürich angebunden werden; die Einmündung in die Strecke Rohr–Flughafen–Filderstadt sollte dabei westlich des bestehenden S-Bahnhofs erfolgen. Richtung Osten sollte der Bahnhof mit zwei Verbindungskurven im Nebenschluss an die Neubaustrecke in Richtung Stuttgart und Ulm angebunden werden. Diese Verbindungskurven sollten dabei mit 130 km/h befahren werden können und höhenfrei in jeweils beide Streckengleise einmünden. Das damit notwendige Wenden von Zügen zwischen Stuttgart und Ulm bzw. Tübingen wurde bei durchgehendem Einsatz von Wendezügen als akzeptabel bewertet. Durch eine Verbindungsstrecke, welche Neubaustrecke von Stuttgart aus westlicher Richtung an den Flughafenbahnhof angeschlossen hätte, wäre dieser Richtungswechsel entfallen. Sie wurde jedoch aus Kostengründen verworfen und lediglich als Option festgehalten. Diese Pläne sahen bereits vor, die Gäubahn bis Rohr aufzugeben. Die Kosten des Bahnhofs wurden auf 330 Millionen DM (287 Millionen DM zzgl. 15 Prozent Planungskosten) geschätzt. Für die notwendige Anbindung des Flughafens waren 114 Millionen DM (99 Millionen DM zzgl. Planungskosten) vorgesehen.
In dem Ende 1995 vorgelegten Synergiekonzept Stuttgart 21 war der Umfang des Bahnhofs gegenüber der Machbarkeitsstudie reduziert worden. Im Gegensatz zur Machbarkeitsstudie wurde der Verkehr der Gäubahn über den bestehenden S-Bahnhof geführt, der im Zuge des Projekts verlängert werden sollte. Der neu zu bauende Bahnhof sollte als zweigleisiger Kopfbahnhof in Parallellage zum Bahnhof Flughafen/Messe angelegt werden. Beide Bahnhöfe sollten, aus Richtung Stuttgart kommend, über eine gemeinsame Verbindungskurve erreicht werden, die höhenfrei aus der Neubaustrecke ausfädeln und nach einem Bogen in westlicher Richtung sich höhenfrei in eine Strecke zum neuen Fern- und eine zum bestehenden Regionalbahnhof aufteilen sollte. In das Gleisvorfeld des Fernbahnhofs sollte darüber hinaus eine Verbindungsstrecke zur Neubaustrecke gen Ulm einmünden, die ebenfalls höhenfrei in diese einmünden sollte. Diese Vorzugsvariante wurde als F 3 bezeichnet.
Neben dieser Vorzugsvariante waren fünf weitere Varianten untersucht worden:
- Die Variante F 1 sah vor, von der Neubaustrecke aus Richtung Stuttgart über eine Verbindungskurve den bestehenden Bahnhof zu erreichen. Diese Variante war die Grundlage für alle anderen entwickelten Varianten und war die kostengünstigste Lösung. Da sie keine Anbindung Richtung Tübingen und Ulm ermöglicht hätte, wurde sie verworfen.[7]
- Die Variante F 2 sah vor, den bestehenden Bahnhof um einen eingleisigen Bahnsteig zu ergänzen. Damit wäre die Einrichtung eines Stadt-Express-Taktes Richtung Tübingen/Ulm im 30-Minuten-Takt möglich gewesen. IR- und ICE-Züge hätten kapazitäts- und fahrplanabhängig den Bahnhof nur im Zwei-Stunden-Takt anfahren können.[7]
- Die Vorzugsvariante F 3 sah einen eigenständigen, zweigleisigen Kopfbahnhof vor. Damit sollte zusätzlich zum Stadt-Express-Angebot stündlich ein Interregio- und ein ICE-Zug in beiden Richtungen verkehren können.[7]
- Die Variante F 4 entsprach der Variante F 3, sah jedoch eine verbesserte Anbindung an die Streckengleise vor.[7]
- Als Variante F 5 wurde ein neuer eigenständiger Durchgangsbahnhof untersucht. Diese Variante wurde aus Kostengründen verworfen.[7]
- Die Variante F 6 sah vor, den bestehenden Bahnhof zu erhalten und westlich davon ein Gleisdreieck zu errichten. Aus beiden Richtungen (Flughafen und Echterdingen) sollte eine in südlicher Richtung abzweigende Strecke erreicht werden, die nach einem Bogen Bernhausen erreichen sollte, um anschließend in die Neubaustrecke gen Tübingen/Ulm einzumünden. Dabei sollten die aus Stuttgart kommenden S-Bahn-Züge abwechselnd nach Bernhausen und zum Flughafen fahren.[7]

Das Raumordnungsverfahren für das Projekt Stuttgart 21 wurde im Dezember 1996 beantragt. Die von der Deutschen Bahn geplante Antragstrasse entsprach im Wesentlichen der Variante F3, sah jedoch nur einen zweigleisigen Fernbahnhof vor. Die Verbindungskurve von Stuttgart Hbf sollte von der Neubaustrecke nach der Überquerung des Körschtals abzweigen, die Kurve von Wendlingen südlich von Scharnhausen. Die beiden Verbindungskurven sollten dann in eine Strecke zum Flughafen zusammenlaufen, die nördlich entlang der Autobahn verlaufen wäre, diese schließlich unterquert und unterirdisch zum neuen Fernbahnhof sowie zum bestehenden Bahnhof geführt hätte.
Im Rahmen des Raumordnungsverfahrens wurden verschiedene Variantenpakete untersucht: neun Varianten für die Abzweigung von der aus Stuttgart kommenden Neubaustrecke Richtung Flughafen, fünf Varianten für einen reinen Durchgangsbahnhof am Flughafen, fünf Möglichkeiten für eine veränderte Linienführung zwischen Flughafen und Stuttgart-Rohr. Für die nachträglich aufgenommene Variante D 4 wurde eine ergänzende Anhörung durchgeführt und die Unterlagen zwischen 14. April und 2. Mai 1997 öffentlich ausgelegt. Diese vertieft untersuchte Variante sah einen Durchgangsbahnhof an der Neubaustrecke, nördlich der A 8, vor, 700 m von dem Bahnhof Flughafen/Messe entfernt. Dabei war die Anbindung des Flughafens über eine Ausschleifung aus der Neubaustrecke bei Plieningen vorgesehen. Der daran anschließende zweigleisige Bahnhof sollte im Richtungswechselbetrieb bedient werden. Diese Variante entsprang Überlegungen, Beeinträchtigungen im Körschtal zu vermeiden. Die 700 Meter zwischen Bahnhof und Terminal sollten mithilfe einer Kabinenbahn überbrückt werden. Damit sollte die ICE-Fahrzeit zwischen Stuttgart und Ulm mit Halt am Flughafen von 37 Minuten (Antragstrasse) auf 32 Minuten sinken, ohne Halt von 27 auf 28 Minuten steigen. Interregio-Züge zwischen Stuttgart und Tübingen sollten statt 45 Minuten (Antragstrasse, mit Halt am Flughafen) 41 Minuten benötigen.
Auf Wunsch der Landesregierung wurde der geplante Verlauf der Schnellfahrstrecke Stuttgart–Wendlingen nach Süden verlegt, sodass sie entlang der Autobahn am Flughafen entlangführt und der Fernbahnhof südlich der Autobahn auf einer kurzen Ausschleifung von der Neubaustrecke gebaut werden kann. Der geplante Bahnhof liegt rund 200 m vom Terminal entfernt.
Dadurch sollten Umsteigezeiten reduziert, Verkehrsflächen gebündelt und damit Eingriffe reduziert werden.

### Planung

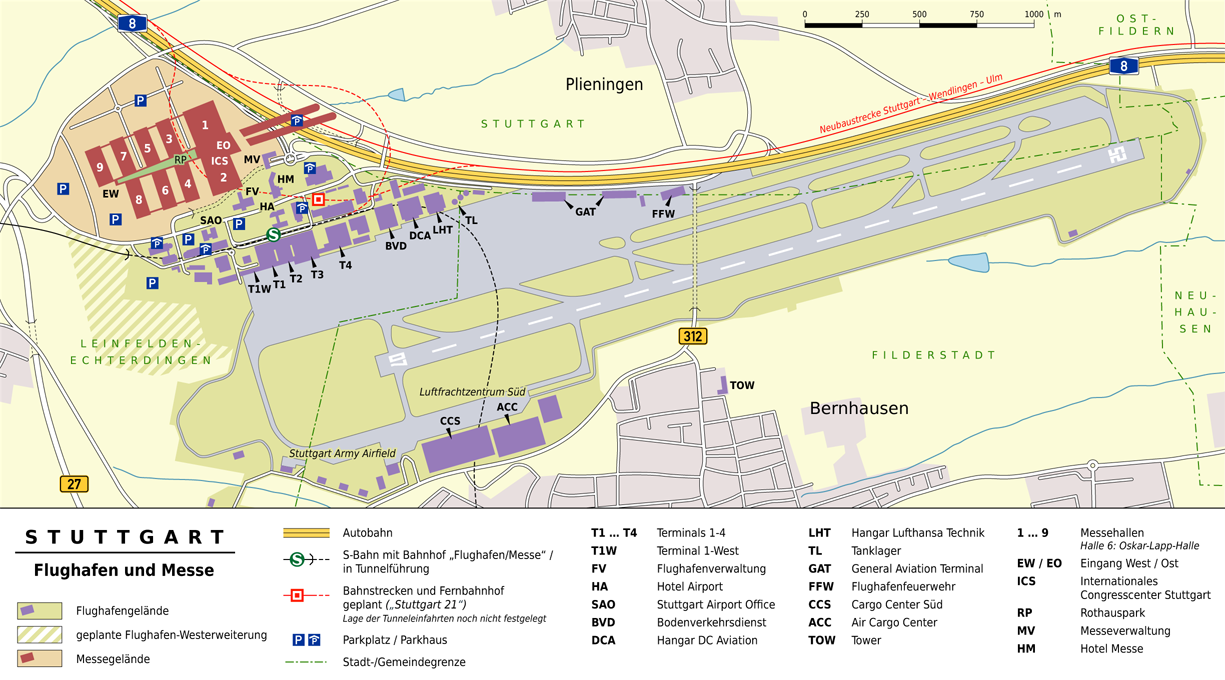
Anbindung von Flughafen und Messe an die im Bau befindliche Neubaustrecke Stuttgart – Wendlingen

Die erste Finanzierungsvereinbarung des Projekts Stuttgart 21 vom November 1995 enthielt 51 Mio. Euro für die Flughafenanbindung von der Flughafen Stuttgart GmbH. Nach dem Planungsstand von Frühjahr 1998 sollte mit dem Bau des Bahnhofs 2003 begonnen werden. In der Planungsphase wurde der zukünftige Bahnhof nach der Lage auf der Hochebene der Filder auch als Filderbahnhof oder nach der Schnellfahrstrecke Stuttgart–Wendlingen als Station Neubaustrecke bezeichnet; erst später setzte sich Stuttgart Flughafen Fernbahnhof durch.
Die Errichtung des neuen Flughafenbahnhofs wurde in einem Vertrag zwischen dem Land, der Deutschen Bahn, der Landeshauptstadt Stuttgart und dem Flughafen Stuttgart am 9. Juli 2002 besiegelt. Demnach übernimmt die Flughafengesellschaft mit 51,1 Millionen Euro den Großteil der Kosten. Der Bund beteiligt sich mit 5,1 Millionen Euro an den Mehrkosten, die durch die flughafennahe Variante entstehen; die Deutsche Bahn AG beteiligt sich mit 3,6 Millionen, Stadt und Land mit je 2,6 Millionen an den Mehrkosten.
Der Anteil der Flughafengesellschaft am Gesamtprojekt Stuttgart 21 wurde im Oktober 2006 auf 150 Millionen Euro erhöht und damit eine zwischenzeitlich beim Gesamtprojekt Stuttgart 21 entstandene Finanzierungslücke geschlossen. Land und Stadt begründeten dies damit, dass der Flughafen der „Hauptnutznießer“ des Bahnhofs sei. Die Kosten des Bahnhofs wurden dabei auf 128 Millionen Euro geschätzt. Dieser Anteil stand bereits vor einem für den 23. Oktober 2006 anberaumten über die Finanzierung von Stuttgart 21 fest. Auch Mitte 2007 lag der Finanzierungsanteil des Flughafens noch bei 150 Millionen Euro. Damit sollte der Bahnhof vollständig finanziert werden. Nach Angaben des damaligen Ministerpräsidenten Oettinger sollte der Flughafen, über seinen 150-Millionen-Euro-Anteil hinaus, an Risiken von Mehrkosten des Projekts nicht beteiligt werden.
In dem im Juli 2007 zwischen Bund, Land, Region, Stadt und Deutscher Bahn geschlossenen Memorandum of Understanding zur Realisierung des Bahnprojekts Stuttgart–Ulm wird kein expliziter Finanzierungsanteil des Flughafens ausgewiesen. Das „Land und seine Partner“ verpflichteten sich, die Finanzierung von Stuttgart 21 mit bis zu 885 Millionen Euro sicherzustellen, bei geschätzten Gesamtkosten von etwa 2,8 Milliarden Euro. Von kalkulierten Gesamtprojektkosten von 2,8 Milliarden Euro sollte der Flughafen davon 150 Millionen Euro übernehmen. Laut einem Pressebericht hätten sich Region und Flughafen darüber hinaus verpflichtet, sich mit insgesamt 150 Millionen Euro an der Finanzierung eines 780 Millionen Euro umfassenden Landesanteils bei Kostenüberschreitungen zu beteiligen.
Nach dem Finanzierungsvertrag von März 2009 übernahm der Flughafen als Vertragspartner – bei den damals geschätzten Stuttgart-21-Gesamtkosten von 3,076 Milliarden Euro – einen Anteil von 107,8 Mio. Euro sowie weitere 112,242 Mio. „zum Ausgleich für Betriebsverluste“. An darüber hinaus gehenden Kostensteigerungen sollte der Flughafen bis zu 119,4 Millionen Euro übernehmen. Darüber hinaus verpflichtete sich der Flughafen, eigene Anlagen im Umfang von 19,6 Millionen Euro zu errichten, die zu diesem Zeitpunkt bereits größtenteils abgeschlossen waren. Im Finanzierungsvertrag ist der Bahnhof „im unmittelbaren Bereich des Terminals“ mit eingleisiger westlicher und zweigleisiger östlicher Zuführung vorgesehen. Der Aufsichtsrat des Flughafens stimmte am 16. Juli 2008 der Überweisung der 112 Millionen Euro an die Deutsche Bahn zu. Diese Mittel sind nicht an konkrete Bauleistungen gebunden.
Der Stuttgart-21-Finanzierungsvertrag von 2009 sah vor, den Planfeststellungsbeschluss für den Flughafenbereich bis Ende 2009 zu erhalten. Rechtsverfahren sollten bis zum ersten Quartal 2011 abgeschlossen werden. Die Bauleistungen sollten von Mitte 2010 bis Ende 2011 ausgeschrieben und vergeben werden. Die Bauarbeiten sollten von Anfang 2013 bis Ende 2018 laufen. Für Inbetriebnahme und Probebetrieb war ein Jahr vorgesehen, die Betriebsaufnahme sollte Ende 2019 erfolgen. Laut Finanzierungsvertrag beteiligt sich der Flughafen mit bis zu 227,2 Millionen Euro an der Finanzierung des Projekts Stuttgart 21.
Nachdem das Bundesverkehrsministerium am 18. Juni 2010 eine bis zum Jahr 2035 gültige Ausnahmezulassung erteilte, die es ermöglicht, Fern- und Regionalzüge über den bestehenden Bahnhof zu führen, konnte das Planfeststellungsverfahren in dem betroffenen Planfeststellungsabschnitt 1.3 fortgesetzt werden.
Die entsprechend angepassten Pläne sollten, nach dem Planungsstand von Mitte 2011, im November 2011 beim Eisenbahn-Bundesamt eingereicht und Anfang 2012 öffentlich ausgelegt werden. Die Deutsche Bahn rechnete Ende 2010 nicht vor Spätsommer 2011 mit dem Beginn des Erörterungsverfahrens für den Planfeststellungsabschnitt. Im November 2011 reichte die Deutsche Bahn beim Eisenbahn-Bundesamt neue Pläne für den Filderabschnitt ein. Die Deutsche Bahn rechnete dabei für frühestens Juli 2012 mit der Erörterung und 2014 mit dem Baubeginn. Laut Angaben der Deutschen Bahn sei das Planfeststellungsverfahren Anfang 2012 zu Gunsten des Filderdialogs unterbrochen worden.
Nach eigenen Angaben beantragte die Deutsche Bahn am 2. Mai 2013 die Planfeststellung. Mit dem Erörterungstermin rechnete das Unternehmen dabei nach den Sommerferien 2013. Um die geplante Inbetriebnahme im Dezember 2021 einhalten zu können, müsse bis Ende 2014 der Planfeststellungsbeschluss vorliegen. Damit solle Anfang 2015 das Vergabeverfahren und spätestens 2016 die Bauarbeiten begonnen werden.
Laut Angaben der Deutschen Bahn wollte das Eisenbahn-Bundesamt die Unterlagen im September 2013 dem Regierungspräsidium Stuttgart übergeben. Die Planunterlagen wurden ab 6. November für vier Wochen öffentlich ausgelegt, die Einwendungsfrist lief bis 19. Dezember 2013. Zu den Plänen wurden rund 5500 Einwendungen erhoben. Daneben gingen 62 Stellungnahmen von Trägern öffentlicher Belange ein. Der Planfeststellungsbeschluss wurde von der Deutschen Bahn im Herbst 2013 für das erste Quartal 2015 erwartet. Laut DB-Angaben von November 2015 hätte die Baugenehmigung bis März 2016 vorliegen müssen, um den Inbetriebnahmetermin im Dezember 2021 einhalten zu können.
Die Baukosten für den neuen Bahnhof der Antragstrasse betragen 52 Millionen Euro (Preisstand 2009, ohne Nominalisierung). Inklusive der Kosten für Neubaustrecke, Flughafentunnel, Rohrer Kurve, Flughafenkurve und die Arbeiten am Bahnhof Flughafen/Messe sind Kosten in Höhe von 536 Millionen Euro veranschlagt. Der Bund beteiligt sich unter anderem nach § 8 (1) Bundesschienenwegeausbaugesetz an der Finanzierung. Die Auszahlung dieser Mittel ist an folgende Meilensteine gebunden: „Start Tunnelvortrieb (Flughafentunnel), Tunnel je ein Viertel der Vortriebsleistung, EKrG-Anteil Neue Messe Stuttgart“. Für den letztgenannten Meilenstein wurden rund 10 Millionen Euro Bundesmittel abgerufen (Stand: Juni 2014). Informationen zur Verwendung von Bestandsnetzmitteln (Leistungs- und Finanzierungsvereinbarung und 8 (2) Bundesschienenwegeausbaugesetz) werden unter Verschluss gehalten (Stand: Juni 2014). Nach Gemeindeverkehrsfinanzierungsgesetz beteiligt sich der Bund darüber hinaus am Umbau des Bahnhofs Stuttgart Flughafen/Messe und der Strecke zwischen jenem Bahnhof und der Rohrer Kurve.
Laut Angaben des Verbands Region Stuttgart von 2013 sei nur in Verbindung mit dem neuen Flughafenbahnhof die geplante Verlängerung der S-Bahn-Strecke von Filderstadt nach Neuhausen auf den Fildern wirtschaftlich.

### Filderdialog
Im Februar 2012 wurde der Filder-Dialog S21 beschlossen, in dem über die von der Deutschen Bahn geplante Lösung und Alternativplanungen für den Planfeststellungsabschnitt 1.3 informiert und diskutiert werden sollte. Gegenstand des Dialogs war insbesondere die Anbindung der Gäubahn.
Am ersten der drei Dialogtermine, am 16. Juni 2012 in der Filderhalle, nahmen 72 zufällig ausgewählte Bürger (zehn weniger als geplant) und 86 Vertreter von Projektpartnern, Kommunen, Institutionen und Initiativen teil. 4500 Bürger waren per Zufallsauswahl eingeladen worden. An der zweiten Sitzung nahmen 121 Menschen teil. In einer Abstimmung der bevorzugten Varianten sprachen sich 35 Bürger für eine von Landesverkehrsminister Winfried Hermann favorisierte Variante aus, bei der die Züge von der Gäubahn aus Richtung Horb über Stuttgart-Vaihingen und einen Tunnel zum geplanten Hauptbahnhof fahren. 27 Bürger sprachen sich für eine Lösung mit einem gemeinsamen Bahnhof für Fern- und Regionalverkehr unter der Flughafenstraße aus. Die von der Deutschen Bahn verfolgte Planung erhielt elf Stimmen. Die Projektpartner einigten sich im Juli 2012, eine Variante mit einem unter der Flughafenstraße liegenden neuen Bahnhof zu untersuchen. Am dritten der drei Termine kam es zu einer Abstimmung zwischen der von Verkehrsminister Winfried Hermann favorisierten Gäubahnvariante und der Variante mit einem Bahnhof unter der Flughafenstraße. 63 von 109 verbliebenen Teilnehmern sprachen sich für die Gäubahnvariante aus, 44 für den Bahnhof unter der Flughafenstraße. Am 11. Juli 2012 wurde bekannt, dass die Projektpartner die Variante Flughafenstraße Plus bevorzugen. Die von den meisten Teilnehmern bevorzugte Gäubahn-Variante wurde nicht weiterverfolgt, da sie der Finanzierungsvereinbarung widersprochen habe.
Die Deutsche Bahn bezifferte den durch den Filderdialog verursachten Zeitverlust für diesen Planfeststellungsabschnitt mit 17 Monaten.

### Weitere Variantendiskussionen
Anfang September 2012 forderte DB-Vorstand Volker Kefer Land, Stadt und Region auf, sich bis zu einer Lenkungskreissitzung am 22. Oktober 2012 über die Finanzierung der Mehrkosten zu verständigen. Land und Stadt lehnten eine Beteiligung an den Mehrkosten ab.
Am 22. Oktober 2012 stellte die Bahn die Ergebnisse der Machbarkeitsuntersuchung für die Variante „Flughafenstraße“ vor. Durch die veränderte Lage des Bahnhofs könnte die Bestandsstrecke aus Rohr direkt angebunden werden, der Bahnhof Flughafen/Messe bliebe unverändert und würde nicht für den Regional- und Fernverkehr genutzt. Die Variante sei Mitte der 1990er Jahre nicht weiter verfolgt worden, da die dafür erforderliche Sperrung der Flughafenstraße vor der im Zuge der neuen Messe errichteten Entlastungsstrecken nicht machbar gewesen sei. Die Mehrkosten für die Realisierung der Variante „Flughafenstraße“ betrugen 224,2 Millionen Euro, die Inbetriebnahme verzögerte sich um ein Jahr auf Dezember 2022. Dabei ist bereits berücksichtigt, dass sich die Bauzeit durch die offene Bauweise gegenüber der Antragstrasse verkürze. Das Ministerium für Verkehr und Infrastruktur bezifferte die Mehrkosten der Flughafenstraße-Variante auf 180 Millionen Euro, zuzüglich einer Risikovorsorge. Die Flughafenstraße-Variante brächte keinen Zusatznutzen für den Regional- und Nahverkehr.
Die Deutsche Bahn forderte zur Realisierung der Flughafenstraße-Variante einen Nachtrag zur Stuttgart-21-Finanzierungsvereinbarung und kündigte an, sie werde einen Teil der Mehrkosten tragen. Das Land, der Flughafen und der Verband Region Stuttgart lehnten zunächst zusätzliche Finanzierungsbeiträge ab. Mitte November 2012 kündigte der Verband Region Stuttgart an, sich mit fünf Millionen Euro an der Finanzierung der Mehrkosten beteiligen zu wollen. Ministerpräsident Winfried Kretschmann deutete eine finanzielle Beteiligung des Landes in einer Größenordnung von 24 Millionen Euro an.
Am 15. März 2013 forderte Kefer eine verbindliche Aussage bis 22. März 2013, ob das Land bereit sei, sich an der Finanzierung der Flughafenstraße-Variante zu beteiligen, ansonsten werde das Unternehmen die Antragstrasse realisieren. Um den Zeitplan einzuhalten, müssten die Pläne der Antragstrasse bis Anfang Mai 2013 eingereicht werden. Im laufenden Verfahren könne noch auf eine andere Variante gewechselt werden. Die DB zog ihr Ultimatum wenige Tage später zurück.
Die baden-württembergische Landesregierung bezweifelt die Genehmigungsfähigkeit der Antragstrasse. Die Deutsche Bahn hält die Trasse für genehmigungsfähig und nach Abwägung aller Umstände für die beste aller Varianten.
Im April 2013 bot das Land schließlich einen Finanzierungsbeitrag von 70 Millionen Euro an, wenn dafür die Sprechklausel aus der Stuttgart-21-Finanzierungsvereinbarung gestrichen werde. Laut Kretschmann sei dieser Vermittlungsversuch auf den SPD-Fraktionsvorsitzenden Claus Schmiedel zurückgegangen. Die Mehrkosten sollten gegebenenfalls über eine gesonderte Finanzierungsvereinbarung geregelt werden. Laut einem Pressebericht habe Nils Schmid bei einem „Geheimtreffen“ mit Vertretern der Deutschen Bahn und mit Billing von Winfried Kretschmann 75 Millionen Euro für die Variante Flughafenstraße angeboten. Der Verband Region Stuttgart hatte 5 Millionen Euro zugesagt. Nachdem die Deutsche Bahn diesen Vorschlag abgelehnt hatte, beschloss die Landesregierung am 16. April 2013, sich nicht an der Finanzierung der Mehrkosten zu beteiligen.
Das Verkehrsministerium teilte der Deutschen Bahn Ende April 2013 offiziell mit, dass die Gespräche zwischen Bahn-Spitze und Landesregierung zu keinem Ergebnis geführt hätten und das Land daher keine weiteren Mittel als die im Finanzierungsvertrag vereinbarten Beträge zahlen werde. Kritiker bemängeln, dass die Planungsstände von Antragstrasse und Variante Flughafenstraße nicht vergleichbar seien. Die Antragstrasse sei zu günstig und die Alternative zu teuer gerechnet worden. Auch seien bei der Antragstrasse zusätzliche Brandschutzmaßnahmen nicht berücksichtigt.
Anfang 2015 führten die Projektpartner auf Arbeitsebene Gespräche über bessere Lösungen für den Bahnhof. Diskutiert wurden drei Varianten: die Variante Filderbahnhof Plus, die Variante drittes Gleis (am Bahnhof Flughafen/Messe) sowie die Variante Anbindung Ost (mit einer östlichen Gäubahn-Anbindung des Fernbahnhofs).
Am 16. Januar 2015 verständigten sich die Projektpartner bei einem Spitzengespräch in Berlin darauf, die Varianten Filderbahnhof Plus und Drittes Gleis vertieft von Fachleuten prüfen zu lassen, die dritte Variante wurde verworfen.
Anfang März 2015 kündigte das Landesverkehrsministerium an, ausschließlich über die Variante drittes Gleis sprechen zu wollen. Andere Varianten seien entweder zu teuer oder verkehrlich nicht überzeugend. Die Deutsche Bahn schlug dem Land vor, seinen Beitrag in Trassen- und Stationsentgelten aus zusätzlichen Zugbestellungen auf der Gäubahn zu bestreiten. Mit 18 zusätzlichen Zügen pro Tag über 20 Jahre käme ein Beitrag von rund 60 Millionen Euro zu Stande. Der Beitrag soll mit Geldern geleistet werden, die das Land aufgrund einer von ihm angemahnten Übervorteilung aus dem laufenden Verkehrsvertrag einbehält. Am 6. März 2015 einigten sich die Projektpartner Bahn, Land und Stadt auf den Bau eines dritten Gleises am Bahnhof Flughafen/Messe, einem Ausbau der Rohrer Kurve, die Einrichtung eines Regionalverkehrshalts in Stuttgart-Vaihingen sowie der Option, eine Verbindung von der Flughafenkurve zur Schnellfahrstrecke Richtung Wendlingen(–Ulm) zu verbinden. Die Kosten des dritten Gleises sollen durch die Deutsche Bahn (etwa 35 Millionen Euro) Land Baden-Württemberg (durch zusätzliche Zugbestellungen auf der Gäubahn ab etwa 2025 in Höhe von etwa 30 Millionen Euro) und die Region (20 Millionen Euro) finanziert werden. Der Finanzierung soll ein Vertrag außerhalb des Stuttgart-21-Finanzierungsvertrages zu Grunde gelegt werden. Bei der Sitzung des Stuttgart-21-Lenkungskreises im Frühjahr 2015 wurde eine Absichtserklärung für das „dritte Gleis“ unterzeichnet. Im November 2015 folgte die Unterzeichnung eines Finanzierungsvertrags.
Mitte 2015 teilte die Deutsche Bahn den vorherigen Planfeststellungsabschnitt 1.3 in zwei Abschnitte: dem Abschnitt 1.3a wurde die Neubaustrecke entlang der Autobahn sowie Flughafen Fernbahnhof zugeordnet, die übrigen Bestandteile (Bahnhof Flughafen/Messe, Bestandsstrecke, Rohrer Kurve) wurden in den Abschnitt 1.3b überführt. Während der Abschnitt 1.3a zusammen mit Stuttgart 21 in Betrieb gehen soll, ist für den Abschnitt 1.3b eine ein bis zwei Jahre spätere Inbetriebnahme vorgesehen.
Die Pläne des Abschnitts 1.3a wurden am 2. Juni 2015 beim Eisenbahn-Bundesamt eingereicht und mit dem Planfeststellungsbeschluss vom 14. Juli 2016 genehmigt. Damit hatte die Bahn in diesem Abschnitt zunächst Baurecht. Der Verwaltungsgerichtshof (VGH) Baden-Württemberg gab mit Urteil vom 4. Dezember 2018 einer Klage von Projektkritikern teilweise Recht und hob das Baurecht wieder auf. Gegen dieses Urteil gingen sowohl die Kläger als auch das Land und die Deutsche Bahn in Revision. Mit einer Entscheidung im Oktober 2019 ordnete das Eisenbahn-Bundesamt den Sofortvollzug des Planfeststellungsbeschlusses wieder an. Eilanträge gegen diese Entscheidung blieben erfolglos. Die mündliche Verhandlung war für den 28. Mai 2020 geplant. Laut Angaben des Vorhabenträgers habe die Klage zu einem Bauverzug von vier Jahren geführt.
Die Pläne für den Abschnitt 1.3b sollten im ersten Quartal 2016 beim EBA eingereicht werden. Die Auslegung war für das dritte Quartal 2016 geplant. Der Planfeststellungsbeschluss war für 2017 vorgesehen, der Baubeginn für 2018.
2019 wurde mit der Fertigstellung des Flughafenbahnhofs für die Verkehre der Gäubahn für 2028 gerechnet. Im April 2021 fand der Erörterungstermin für den Planfeststellungsabschnitt 1.3b statt. Während der COVID-19-Pandemie wurde dafür eine Messehalle angemietet.
Wie Ende Juni 2020 bekannt wurde, wird im Zuge von Untersuchungen für den Deutschlandtakt ein Tunnel zur Fahrzeitverkürzung zwischen dem Ostkopf des Bahnhofs und der Gäubahn zwischen Rohr und Böblingen erwogen. Diese Planung würde den bislang geplanten Ausbau des Bahnhofs Flughafen/Messe ersetzen.
2021 wurde die Verlängerung der Stadtbahnstrecke von Fasanenhof/Möhringen zum Flughafen eröffnet.

### Ausschreibungen und Vergaben
Im Juli 2017 wurde die Bauleistungen eines 2,2 km langen Abschnitts zwischen Plieningen und der Stuttgarter Stadtgrenze ausgeschrieben. Beim weiteren Abschnitt, der auch den Flughafenbahnhof mit einschließt, soll der Ausgang einer Klage abgewartet werden.
Im August 2018 wurde der Rohbau des Planfeststellungsabschnitts 1.3a ausgeschrieben, einschließlich des Flughafentunnels. Der zu vergebende Vertrag sollte vom 1. Juli 2019 bis 24. März 2023 laufen. Der Bauauftrag wurde schließlich am 14. Oktober 2019 für 481,3 Millionen Euro an eine Bietergemeinschaft der Firmen Züblin AG und Max Bögl vergeben. Dies war trotz des anhaltenden Rechtsstreits möglich, da das Eisenbahn-Bundesamt Sofortvollzug angeordnet hatte. 94,5 Mio. Euro der Auftragssumme entfallen auf den 2017 ausgeschriebenen Abschnitt der Neubaustrecke, 386,8 Mio. Euro auf den übrigen, 3,1 km langen Abschnitt der Neubaustrecke mit dem Flughafenbahnhof und dem Flughafentunnel.

### Bau

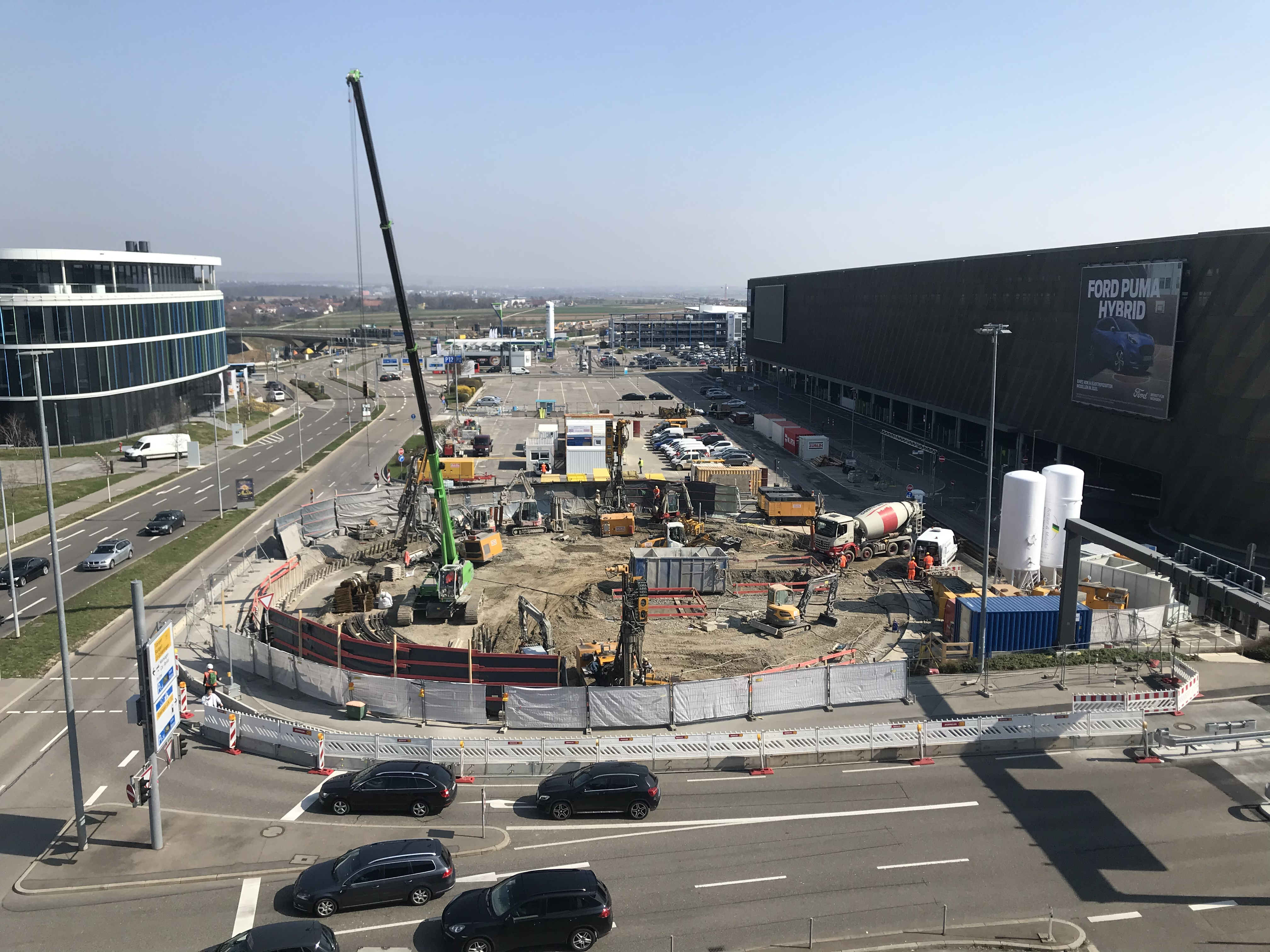
Baustelle des künftigen Ostzugangs im März 2020

Der Bahnhof wird als Tunnelbahnhof in offener Bauweise zwischen dem Messegelände und dem Flughafen gebaut werden. Beim Neubau der Messe ist bereits eine Trasse freigehalten worden, in der die künftige Strecke verlaufen soll. Insgesamt sollen rund 2,2 Millionen m³ Aushub anfallen.
Im Juli 2016 gab die Deutsche Bahn bekannt, im Frühjahr 2017 mit den Bauarbeiten im Bereich des Bahnhofs zu beginnen. Durch Einrichtung zusätzlicher Baustellen sollte die geplante Bauzeit von ursprünglich 5 Jahren um 18 Monate verkürzt werden.
Die beiden Verzweigungsbauwerke für den späteren Anschluss des Pfaffensteigtunnels wurden zwischen Juni 2022 und Juli 2023 errichtet. Dadurch verlängerte sich die Bauzeit für den Flughafenbahnhof um ein Jahr.
Im September 2024 begann die technische Gebäudeausrüstung. Die Verkehrs- und Freianlagen sollen bis Juni 2025 vergeben werden.
Der Flughafenbahnhof soll ab Juni 2026 befahrbar sein und im Dezember 2026 kommerziell in Betrieb genommen werden. Im Juli 2025 wurde nur noch eine kommerzielle Inbetriebnahme im Dezember 2026 genannt.

### Betrieb
Die kürzeste Reisezeit zwischen Hauptbahnhof und Flughafen Stuttgart soll von heute 27 Minuten mit der S-Bahn auf acht Minuten mit dem ICE sinken. Der Fahrzeitverlust von haltenden gegenüber vorbeifahrenden Fernzügen wird mit sechs Minuten angegeben.
Das Betriebsprogramm für den 2011 durchgeführten Stresstest zu Stuttgart 21 sah für den Fernbahnhof drei Regionalzüge pro Stunde und Richtung (zwei Zugpaare von/nach Tübingen, eines von/nach Ulm) vor. Im Fernverkehr war ein zweistündlicher TGV-Halt geplant. In der Station Terminal waren im Grundtakt eine stündliche Regionalverkehrslinie sowie eine zweistündliche Fernverkehrslinie vorgesehen. Dazu kamen jeweils noch zusätzliche Spitzenstundenzüge.
Laut den Planfeststellungsunterlagen Pfa 1.3a (2015) sind in beiden Bahnhöfen werktäglich folgende Ankünfte und Abfahrten vorgesehen:
- 32 Züge des Hochgeschwindigkeitsverkehrs von und nach Ulm/München
- 32 Züge des ergänzenden Fernverkehrs von/nach Zürich/Singen
- 72 Regionalverbindungen von und nach Horb
- 204 Regionalverbindungen von und nach Tübingen und Ulm
- ca. 240 S-Bahn-Verbindungen

(Ein „Zug“ bzw. eine „Verbindung“ beinhaltete jeweils eine Ankunft und eine Abfahrt.)
Ende Dezember 2017 wurde bekannt, dass DB Fernverkehr täglich 16 Abfahrten Richtung Rottweil/Horb/Zürich, 4 Richtung Heidelberg/Frankfurt, 3 Richtung Ulm/München sowie eine Richtung Mannheim plane. Damit bliebe das Angebot hinter dem Finanzierungsvertrag sowie Angaben in der Schlichtung zurück. Dies sorgte insbesondere bezüglich der geringeren Zahl der Fernzüge zwischen Ulm und dem Flughafen Stuttgart auch auf Seiten der Projektbefürworter für Empörung. Landes-Verkehrsminister Winfried Hermann nahm daraufhin Gespräche mit dem Vorstand der DB auf (Stand Januar 2018). Laut späteren Angaben des Landes sei in einer 2016 eingesetzten Fahrplan-Arbeitsgruppe erkennbar gewesen, dass DB Fernverkehr keine systematische Bedienung des Flughafenbahnhofs geplant habe. Das Land habe dies kritisiert. DB Fernverkehr habe das reduzierte Angebot mit noch nicht zur Verfügung stehenden weiteren Infrastrukturmaßnahmen, darunter die Neubaustrecke Rhein/Main–Rhein/Neckar, begründet.
Der im Oktober 2018 vorgelegte erste Gutachterentwurf für den Deutschlandtakt sieht für den Bahnhof ein Zugangebot von sieben Zugpaaren pro Stunde vor, davon vier Zugpaare über die Station NBS (je zwei Fern- und Regionalverkehr) und drei über die Station Drittes Gleis (zwei Regionalverkehr, eines Fernverkehr). Zusätzliche Züge zur Hauptverkehrszeit sind darin noch nicht berücksichtigt. In dem im Juni 2020 vorgelegten dritten Gutachterentwurf werden alle sieben Zugpaare über die Station NBS geführt. Im Bahnhof sind Doppelbelegungen von Bahnsteiggleisen möglich, aber in diesem Betriebskonzept nicht vorgesehen. Nach Angaben von Ende 2020 sind im ganztägigen Grundtakt an beiden Bahnsteigkanten vier Züge pro Stunde vorgesehen. Die Hauptverkehrszeiten noch nicht betrachtet.

### Erwartetes Verkehrsaufkommen
Der Anteil der Flugreisenden, die mit öffentlichen Verkehrsmitteln anreisen, sollte sich nach dem Planungsstand von 1998 von 20 auf 40 Prozent verdoppeln. Täglich wurden 25.000 Reisende erwartet. Dieser Anteil wurde auch 2013 genannt, wobei zu dieser Zeit 23 Prozent der Flugreisenden per Bahn angereist seien. Nach dem Planungsstand von 1999 waren täglich rund 100 S-Bahn-Halte und etwa 200 Regional- und Fernzughalte vorgesehen.
Prognosen gingen auch um 2002 von etwa 25.000 Reisenden pro Tag aus, darunter 9.000 im Fernverkehr. Laut Angaben von 2009 sahen ebenfalls rund 25.000 Reisende pro Tag im Regelfall vor. Zu Spitzenzeiten (Messen) wurden bis zu 39.000 Reisende pro Tag erwartet.
Durch den verbesserten Bahnanschluss verspricht sich der Flughafen jährlich 1,2 Millionen zusätzliche Fluggäste. Diese 1997 und 2007 ermittelte Zahl sei laut Angaben des Flughafen-Geschäftsführers Walter Schoefer nicht nach Zulaufstrecken gegliedert worden. Nach Stand 2012 wären täglich rund 110 Reisende aus Regionalzügen von der Gäubahn zum Flughafen gefahren; im Fernverkehr aus der Schweiz wären es täglich 10 Reisende. Andere Angaben sprachen von 1,5 Millionen erwarteten zusätzlichen jährlichen Fluggästen. Mitte 2007 nannte ein Sprecher des Flughafens eine Erwartung von wenigstens einer halben Million zusätzlicher Fluggäste pro Jahr durch die verbesserte Bahnanbindung. Für etwa eine Million Menschen werde der Flughafen Stuttgart dadurch attraktiver. Eine halbe Million bisherige Fluggäste würden gleichzeitig auf die Bahn abwandern.
Eine 2013 vorgelegte Verkehrsprognose erwartete für das Jahr 2025 westlich des Bahnhofs 14.900 Reisende, östlich des Bahnhofs 11.000. Eine Unterscheidung nach Einsteigern, Aussteigern und Durchfahrern trifft diese Quelle nicht. Die Erreichbarkeit der Verkehrszelle Leinfelden-Echterdingen/Flughafen mit öffentlichen Verkehrsmitteln aus der Region, bewertet mit der nach Verkehrsnachfrage gewichteten durchschnittlichen Reisezeit, soll von 63 Minuten (2010) auf 48 Minuten (2025) verbessern.

## Verkehrsanbindung

Projekt Stuttgart 21

Der Bahnhof soll neben Fernverkehrs- auch von Regionalverkehrszügen von und nach Reutlingen/Tübingen bedient werden. Vorgesehen ist dabei unter anderem ein bahnsteiggleicher Übergang von Fahrgästen dieser Regionalzüge in Fernverkehrszüge Richtung Ulm.
Der geplante Bahnhof liegt an der Bundesautobahn 8, etwa 170 m vom Terminalgebäude des Flughafens entfernt. Er soll über eine etwa 180 m lange Mall an das Messegelände und das Terminal 1 des Flughafens angebunden werden. Aufgrund des Höhenunterschieds sollen die Bahnsteige neben Treppen nicht über Fahrtreppen angebunden werden, stattdessen sind 10 Aufzüge mit einer Kapazität von je 22 Personen geplant. Auf der Ostseite soll ein Zugang mit zwei weiteren Aufzügen den Bahnhof unter anderem mit den Parkhäusern P10 und P6 verbinden. Darüber hinaus sind Fluchttreppenhäuser mit Schleusen sowie je zwei Feuerwehraufzüge an allen Zugängen vorgesehen.
Der Fußweg zur Station Drittes Gleis, die parallel zum bestehenden S-Bahnhof geplant ist, beträgt nach Angaben der Deutschen Bahn circa 275 m bzw. 8 Minuten Gehzeit. Der Weg zum bestehenden Bahnhof betrage circa 225 m bzw. 7 Minuten. Umsteigemöglichkeiten bestehen zur Stadtbahn Stuttgart und zu einem Busbahnhof mit Schnell-, Regional- und Fernbussen.

## Technik
Der Bahnhof wird mit ETCS Level 2 ausgerüstet und soll aus dem Digitalen Stellwerk des Knotens Stuttgart gesteuert werden. Er gehört zukünftig zum Stell- und RBC-Bereich Fernbahn, der von einem in Waiblingen entstehenden Bedien- und Technikstandort gesteuert werden soll.

## Kritik und Alternativen

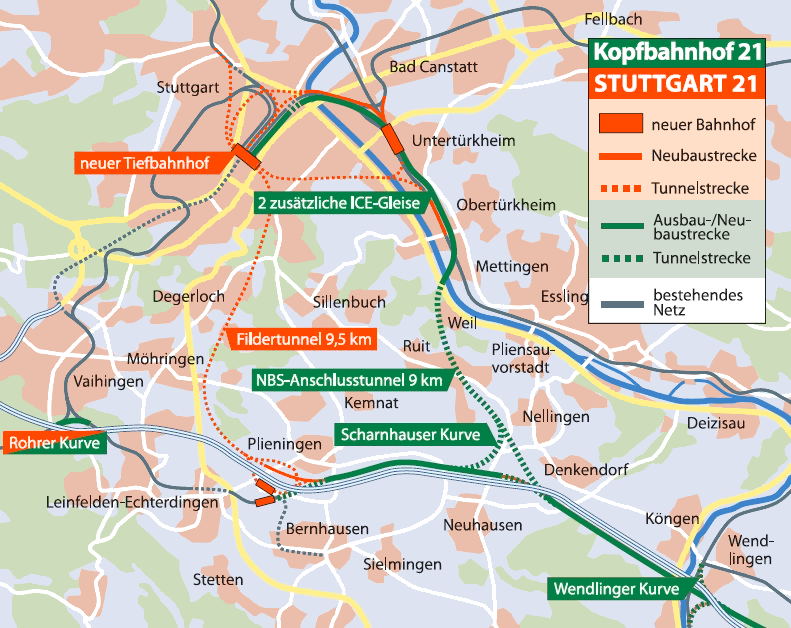
Vergleichende Skizze der Konzepte Stuttgart 21 und Kopfbahnhof 21 mit Flughafenanbindung

Kritiker der geplanten Anbindung bemängelten die Ein- und Ausfädelungen der Flughafen-Anschlussstrecken mit jeweils 80 km/h, die Einbindung von S- und Fernbahn im bestehenden Bahnhof mit jeweils nur einem Gleis, Fahrstraßenkonflikte und weitere Betriebseinschränkungen. Der 26,4 m tief liegende Flughafenbahnhof bedeute für Reisende ebenso Erschwernisse wie 250 m zusätzlicher Fußweg. Bei Verspätungen könnten Anschlüsse zwischen den beiden Bahnhöfen nicht gesichert werden.
Das Stuttgart-21-Alternativkonzept Kopfbahnhof 21 sah eine Anbindung des bestehenden Flughafens mit einem Gleisdreieck westlich von Denkendorf vor. Aus einem etwa 9 Kilometer langen NBS-Anschlusstunnel, der von Mettingen in eine südliche Parallellage zur Autobahn bei Denkendorf führt, sollte dabei unterirdisch eine Verbindungskurve in südwestlicher Richtung ausfädeln, um nördlich von Neuhausen in eine Neubaustrecke in Parallellage nördlich der Autobahn einzuschwenken und darüber den bestehenden Flughafenbahnhof zu erreichen.
Vorteile dieser Lösung bestünden in der Möglichkeit, eine Ringlinie (vom Hauptbahnhof über Denkendorf zum Flughafen und weiter über die Gäubahn zurück zum Hauptbahnhof) einrichten zu können. In Stuttgart-Vaihingen könnte darüber hinaus eine Umsteigemöglichkeit zu Fernzügen der Linie Stuttgart–Zürich eingerichtet werden, deren Fahrzeit über die Gäubahn zwischen Vaihingen und Hauptbahnhof niedriger sei als bei der im Rahmen von Stuttgart 21 vorgesehenen Führung über den Flughafen. Ferner würden die Gemeinden auf den Fildern nicht durch Hochgeschwindigkeitszüge belastet. Da das Konzept mit nur einem Flughafenbahnhof auskomme, wäre auch mit weniger Verwirrung bei auswärtigen Gästen zu rechnen gewesen.
Laut Angaben der Stuttgart-21-Projektplaner von 2006 war zur Anbindung des Flughafens ein Stichgleis mit einem neuen Kopfbahnhof im Gesamtvolumen von 370 Millionen Euro erforderlich, da der bestehende Flughafenbahnhof den zusätzlichen Verkehr nicht aufnehmen könne. Stuttgart-21-Befürworter bemängelten, das Konzept erfordere im Flughafenbereich genau dieselbe Ausnahmezulassung, für die das S21-Konzept von K21-Befürwortern kritisiert worden sei und führe zu einer größeren Verkehrsbelastung auf den Fildern.
Ein anderer Vorschlag sah vor, statt einer direkten Flughafenanbindung einen Verknüpfungsbahnhof an der Neubaustrecke zwischen Scharnhausen und Denkendorf zu errichten, an dem bahnsteiggleich zu einer S-Bahn zum Flughafen umgestiegen werden kann.
Die Aktionsgemeinschaft Filder sprach sich gegen die Realisierung des Projekts Stuttgart 21, einschließlich des vorgesehenen Bahnhofsystems am Flughafen, aus.
Der Bundestagsabgeordnete Matthias Gastel kritisierte die im Deutschlandtakt vorgesehenen langen Übergangszeiten.